# Charlotte (アニメ)
『Charlotte』（シャーロット）は、P.A.WORKSによって制作され、浅井義之が監督を務める全13話の日本のアニメ。日本において2015年7月から9月にかけて放送され、OVAは2016年3月にリリースされた。
本作品は原作・脚本と劇伴の作曲を手がける麻枝准の書き下ろしであり、キャラクターデザインの原案はNa-Gaが担当する。麻枝とNa-GaはビジュアルノベルのブランドであるKeyの出身であり、『Charlotte』は2010年にKeyによって制作された『Angel Beats!』に続く2番目のオリジナルアニメ作品である。2つの漫画シリーズはアスキー・メディアワークスの電撃G'sコミックに連載されていた。
『Charlotte』は主人公の乙坂有宇の成長と人間模様に焦点があてられており、思春期の真っただ中にいる完全ではない特殊能力を持つ仲間とともに、彼らの前に立ちふさがる残酷な運命に対して力を合わせて抗っていく物語である。

## あらすじ
思春期の少年少女のごく一部に、不完全な「特殊能力」が発症する世界。
他人の体を5秒だけ乗っ取る能力を持つ少年・乙坂有宇は、これを人知れず悪用しエセ優等生生活を送っていた。しかし、星ノ海学園生徒会の友利奈緒と高城丈士朗に見破られ、妹・乙坂歩未と共に学園に転入、生徒会で自分たちと同じ能力者に警告する活動に協力することになる。
生徒会には人気アイドル・西森柚咲も加わり奇妙ながらも楽しい日々を送っていたが、歩未が「崩壊」能力を発動して死亡。妹の死を受けて自暴自棄になった有宇だったが、友利によって立ち直る。友利に連れていかれたライブで有宇は突如、「タイムリープ」能力を持つ兄のことや自分の本当の能力が能力者の能力を奪う「略奪」であったことを思い出す。
その後、視力を失った兄・乙坂隼翼と再会。隼翼の「タイムリープ」能力を自身の「略奪」の能力で譲り受け、歩未を救出することに成功した。しかし能力者を狙う外国人組織に襲われ、有宇は片目を失う。再び海外テロ組織に狙われることを危惧する隼翼に、有宇は世界中の能力者の能力を奪い問題解決しようと決意。友利は「帰ってきたら恋人になろう」と約束して送り出す。
有宇は海外に旅立ち次々に能力を奪っていくが、弊害として次第に記憶を失い能力を集め続けるだけの化け物のような存在になっていた。ようやく目的を果たした有宇は、過去の記憶を全て失っていた。再会した友利は自ら「有宇の恋人」だと名乗り、「これから幸せな人生にしていこう」と語りかける。

## 登場人物

### 主要人物
乙坂 有宇（おとさか ゆう）
声 - 内山昂輝
主人公で高校1年生。16歳。他人の身体を乗っ取る能力者で、能力の有効時間は5秒間。制約は視界内の相手のみという有効対象、元の身体の意識喪失。
美男子だが腹黒い性格ゆえ、能力をカンニングや誑かしに悪用し、エリート高校・陽野森高校主席入学及び学園マドンナに下心持って接近するといったエセ優等生生活を謳歌していたところを友利達に看破され、能力の有用性から星ノ海学園に生徒会メンバーとして編入させられた。離婚した母親が親権を遠方に住むおじに渡したため、妹・歩未と2人暮らし。星ノ海学園に編入してからは、学園に併設されたマンションで歩未と住んでいる。
実は「略奪」の能力者であり、他人の身体に乗り移って乗っ取ると共に、乗っ取った対象が特殊能力者であった場合、その能力を自分の物として奪い取ることが出来る。前泊の記憶消去を受けて兄・隼翼の存在と共に忘れていたが、友利に連れて行かれた『ZHIEND』のライブで思い出す。海外に旅立つ前に友利に思いを伝え、帰って来たら恋人になると約束した。
友利 奈緒（ともり なお）
声 - 佐倉綾音
星ノ海学園生徒会長。「不可視」の能力者で、制約は1度に1人という有効対象。
普段はほとんど無表情で淡々とした口調で話すミステリアスな美少女。しかし同じ生徒会の有宇らの前では、くだけた口調になったり、時に有宇や高城にはきついツッコミを入れたりする。生徒会活動の特質上、常に状況記録のためハンディカム（カムコーダ）を携帯している。能力者保護に尽力しており、高いカリスマ性と仲間の能力を見極め適切な判断を下す、その行動力から生徒会長になっている。
廃人となった兄の一希を見舞いながら能力者を守るべく生徒会活動に従事している。一希と共にポストロックバンド・『ZHIEND（ジエンド）』のファン。
高城 丈士朗（たかじょう じょうじろう）
声 - 水島大宙
星ノ海学園生徒会員。「瞬間（超高速）移動」の能力者で、制約は真っ直ぐしか進めないこと。能力発動によるバックファイアで病院送りになり兼ねないことから、身体を鍛えたり、制服の下にプロテクターを仕込んだりと安全対策を施している。西森柚咲のディープなファンで、かなり詳しいだけでなく言動がおかしくなるほど。
前述の瞬間（超高速）移動をネタにして、コミックマーケット88では走っての移動を禁止することを促すために使用されたり、BS11とのコラボCMで同局のマスコットキャラクター「じゅういっちゃん」と共演を果たしている。また、2020年放送のアニメ『神様になった日』に柚咲のプリントされたシャツを身に着け、友情出演している。
西森 柚咲（にしもり ゆさ）
声 - 内田真礼
ロックバンド「How-Low-Hello」のボーカルを務める人気アイドル。愛称はゆさりん。本名は「黒羽 柚咲（くろばね ゆさ）」であり、アイドルとしては物々しいとの提案によって「西森」という芸名を付けられている。「口寄せ」の能力者で、制約は亡姉・美砂しか憑依させられないことと、能力発動の主導権が美砂にしかないことであるがゆえに、自らの能力に関して全く自覚がなく、多重人格や居眠り病と誤認している。
芸能人らしく作り物めいた美貌と、明るくもかなり天然な言動が特徴。瞳の色が普段は青だが、美砂憑依時には赤に変わるほか、髪色にも若干差異が生じる。両親は長野県で蕎麦屋を経営している。
黒羽 美砂（くろばね みさ）
声 - 内田真礼
柚咲の亡姉（歳は1つ上）で、柚咲に憑依する形でのみ現世で活動可能。なお顕現の主導権が美砂にあるため、柚咲の能力が消えない限り彼女の都合で勝手に現れてくる。「発火」の能力者で、死霊であるがゆえに柚咲に憑依している際しか使用できない。生前は筋金入りのヤンキーで、表情も口調も友利と張り合うほど凶悪だが、妹や仲間を大切にするなど根は優しい。
乙坂 歩未（おとさか あゆみ）
声 - 麻倉もも
有宇の妹。中学1年生。兄妹は特殊能力者となりやすいという例に漏れず、周囲の建造物を文字通り崩壊させる「崩壊」の能力を無自覚ながら秘めている。「なのですぅ」や「なのでござる」などの特徴的な語尾で話す。
純真な性格で、星とロックバンド「How-Low-Hello」のファン。中でもボーカルの西森柚咲の大ファンで、鼻血を出して興奮してしまう程である。兄と共に星ノ海学園へ転入する。有宇が幼い頃好きだった乙坂家秘伝のピザソースを隠し味に使った料理ばかりを作る。
前泊の記憶消去を受けているが、時折隼翼らしき家族の存在を断片的に思い出すことがある。

### その他の人物
乙坂 隼翼（おとさか しゅんすけ）
声 - 小野大輔
有宇、歩未の実兄。友利や熊耳らを率いて、特殊能力者を守る活動をしているリーダー。「タイムリープ」の能力者で、制約は目に光が差していなければ能力発動ができないことと、能力使用の度に少しずつ視力を失っていくこと。
「最初」の時間軸においてはその能力から研究者達に拘束・幽閉されていたが、歩未の能力覚醒に伴い決起した有宇によって解放されタイムリープに成功。その後完全に視力を失うまでタイムリープを繰り返した末、仲間とともに莫大な財を為し星ノ海学園を作り上げた。学園設立後は裏で暗躍する存在として、山中に建造した特殊能力研究施設たる秘密基地の中で指揮を執っている。前泊に命じて有宇と歩未から自分の存在を記憶消去させていた。
熊耳（くまがみ）
声 - 竹本英史
主に生徒会に接触するメンバー。「特殊能力者発見」の能力者。表に出ることのできない隼翼の代わりに能力者を守る組織を広げる任を受けていることから、身分を隠すために能力の制約と偽って、顔を隠す程の茶色い長髪かつ常にずぶ濡れという怪しい風体をしている。しかし素顔は美形。隼翼からは「くまのプーさん」からとって「プー」と呼ばれる。
海外テロ組織に監禁された際、友利を庇う形で命を落としてしまう。
目時（めどき）
声 - 瀬戸麻沙美
中学生時代はロングヘアだったが、現在は短髪の少女。「催眠」の能力者で、目から念を放ち対象を強制的に眠らせることが可能だが、制約として能力使用後自分も眠りに陥るため、1度に1人か2人しか眠らせることができない。
本編では語られなかったが、公式裏設定で隼翼に恋心を抱いていることが判明している。
前泊（まえどまり）
声 - 花江夏樹
黒髪の少年。「記憶消去」の能力者で、一次的接触によって対象の記憶を探り、ピンポイントで狙った部分を消去することができる。制約は記憶の捜索に接触が不可欠なことと、長い時間を要することであり、実用性は薄い。
隼翼の指示により、有宇と歩未から隼翼に関する記憶を消去している。
七野（しちの）
声 - 河西健吾
金髪の少年。「透過」の能力者で、壁などをすり抜けて移動することができる。制約は能力使用時の大きな体力消耗。タイムリープ前の時間軸においては、有宇の決起時に合流し、透過能力を引き渡した後に射殺された。
堤内（つつみうち）
声 - 西村知道
白髪の年老いた科学者。「最初」の時間軸では能力者の研究施設で異端視され、研究から外されていた。有宇の真の能力を見抜いており、崩壊騒動の際は処分覚悟で有宇の部屋の鍵を開け脱走を促した。現在は隼翼の研究所で特殊能力の発症を防ぐワクチンの開発製造を行っている。
友利 一希（ともり かずき）
声 - 興津和幸
友利の兄。バンド活動をしていたが、空気を自由に振動させられる能力に目覚めたことを周囲に知られ、強制的に転入させられた末に科学者達の実験台にされ、精神を破壊されてしまった。その後は解放されており、隼翼によって病院に無償で移されている。
その後は回復の見込みもないまま入院生活を送っており、鎮静剤が切れる毎に叫び声をあげながら布団を破き散らす「作曲」を繰り返していた。しかし有宇の判断で面会に訪れたサラの歌を聴いたことで、妹・奈緒のことを認識できる程度になり、理性が僅かに回復した。
Sara Shane（サラ・シェーン）
声 - 沢城みゆき / 歌 - marina
友利兄妹がファンであるポストロックバンド『ZHIEND』の作曲兼ヴォーカリスト。赤い長髪の外国人で、日本でヒットした経験もあることから日本語が堪能。後天的な全盲であり、他人の声色や息遣いから精神状態を感じ取る能力に長けている。気っ風の良い姉御肌であり、他者への思いやりに溢れる好人物。
日本でのライブ前日に偶然有宇と出会い意気投合する。バンドのフロントマンを夢見て以降、遅咲きのデビューながらも本人曰く「ズル」をしたことで大スターとなったものの、最終的にはスター歌手から小さなバンドのフロントマンへと落ち着いた。その後、有宇の依頼から一希の病室を訪れ、自らの歌を聴かせることで彼の理性を一部回復に導いた。
白柳 弓（しらやなぎ ゆみ）
声 - 中原麻衣
陽野森高校に通うマドンナ的存在。三嶋（声 - たみやすともえ）という友人がいる。
有働（うどう）
声 - 織田優成
他校の弓道部部長。能力は「念写」。
福山 有史（ふくやま ありふみ）
声 - 木村良平
関内（かんない）学園の野球部投手。能力は「念動力」。
スカイハイ斉藤（さいとう）
声 - 緑川光
能力は「空中浮遊」。人目につかない山の中で空を飛ぶ練習をして、「スカイハイ斉藤」の名でハリウッドスターになろうと夢見ていた。
○○斉藤の名前はKey作品でよく登場する人物であり、いくつかの作品において緑川が声を充てている。
野村（のむら）
声 - 巽悠衣子
歩未と同じクラスでクラス委員長を務めている女子生徒。歩未が風邪で欠席した時は及川と小西を連れて見舞いに訪れている。
及川（おいかわ）
声 - 山下大輝
歩未と同じクラスの男子生徒。歩未に告白して振られたものの、諦めずにつきまとう。
小西（こにし）
声 - 小岩井ことり
歩未と同じクラスの女子生徒。片思いしている及川に告白された歩未に嫉妬している。

## 用語
特殊能力
ある時を境に目覚める他には持たない特別な能力のこと。ただし、全てにおいて不完全で、思春期が過ぎるとその能力が消滅する。
星ノ海学園
特殊能力を持つ、あるいはその可能性のある少年少女が集められた学園。その能力が消えるまで通い続けなければならず、部外者の立ち入りや外出も基本的に許されていない。能力者を実験台にしようとする科学者から守るために隼翼らによって設立された。
生徒会
星ノ海学園内にある組織で、生徒会長は友利。主な活動は校外にいる特殊能力者を捜査し、科学者らの手が及ばないよう能力の秘匿を促すこと。有宇や柚咲のように、星ノ海学園へ編入させて保護することもある。
シャーロット
75年に1度地球に接近する長期彗星。この彗星から未知なる粒子が地球に降り注ぎ、それを吸った人間は一番多感な時期に特殊能力を発症するという。

## 製作

### 経緯・スタッフィング
| 原作・脚本                            | 麻枝准 |
| 監督                                  | 浅井義之 |
| キャラクター原案                      | Na-Ga |
| キャラクターデザイン                  | 関口可奈味 |
| サブキャラクターデザイン 衣装デザイン | 大東百合絵 |
| 総作画監督                            | 杉光登、関口可奈味 |
| アクション作画監督                    | 宮下雄次 |
| 美術監督                              | 東地和生 |
| 色彩設定                              | 菅原美佳 |
| 撮影監督                              | 佐藤勝史 |
| 3D監督                                | 小川耕平 |
| 特殊効果                              | 村上正博 |
| 編集                                  | 高橋歩 |
| 音響監督                              | 飯田里樹 |
| 音楽                                  | ANANT-GARDE EYES 麻枝准、光収容                                                                                            |
| 音楽制作                              | ビジュアルアーツ、1st PLACE                                                                                                |
| アニメーション制作                    | P.A.WORKS |
| 製作                                  | - アニプレックス - KADOKAWA アスキー・メディアワークス - TOKYO MX - ビジュアルアーツ - P.A.WORKS - ムービック - BS11 - MBS |

アニメ『Charlotte』の構想は2012年頃からあり、新作についてプロデューサーの鳥羽洋典とP.A.WORKSの堀川憲司の間で計画を練っているうちに、麻枝のオリジナルアニメ第一弾である『Angel Beats!』の頃とは違って今のP.A.WORKSなら麻枝がやりたいことが可能になるということで再び麻枝を原作、脚本で起用することになった。企画当初は『AB (Angel Beats!)』にならって略称が『AA』となるタイトルにする案があったが、麻枝の意向でそれを超えるものを模索した結果、タイトルが『Charlotte』になった。本タイトルのネーミングの由来は麻枝が好きなバンドの『ART-SCHOOL』の楽曲である「シャーロット」から採ったという。キャラクターに関しても、『Angel Beats!』と同様Na-Gaがキャラクター原案を担当し、『Angel Beats!』の第9話で作画監督を務めていた関口可奈味ならNa-Gaの原案をうまく生かすことができるだろうとキャラクターデザインで起用された。ただ、『Angel Beats!』と全く同じ人選にはせず、基本のメンバーに新たな人材を配置したものになっており、『Angel Beats!』の第5話と特別篇において絵コンテを担当した浅井義之を監督として起用することになり、『Angel Beats!』で美術監督を務めた東地和生、同じく音響監督だった飯田里樹をそれぞれ採用した。
2014年12月22日にニコニコ生放送などにて『Angel Beats!』のゲーム発売日とともに、Key・アニプレックス・『電撃G's magazine』（KADOKAWA アスキー・メディアワークス）・P.A.WORKSの共同企画として当作品のアニメ制作が発表された。公式Twitterは『Angel Beats!』本放送前に開設したものが使われている。

### セッティング・ストーリー
『Charlotte』は『Angel Beats!』とは異なり、登場人物を絞り、それぞれの心情を追いかけることでストーリーを紡いでいく物語になっている。また、二面性や感情豊かな人間味があるキャラクターが多く登場し、コメディー要素が含まれる青春物である。『Charlotte』は主人公の有宇に麻枝の人間性が反映されており、赤裸々に表現するその物語は麻枝の「私小説」であると堀川と鳥羽は語る。また、有宇は麻枝の意向で「key史上最高」のゲスさを全面に出したものとなっており、彼を巻き込む形で物語は展開していく。主人公の有宇がどこまで成長できるのかがこの物語のポイントであり、学園での活躍から世界の人々を救うというゴールを企画当初から想定してシナリオを書いたと麻枝はコメントする。当初の企画より能力者モノではあるが、同じような設定が多くある中で、どのようにすれば他の作品と差をつけることが出来るのかを浅井と辻は求めた。脚本を手がける麻枝にとって、今回の作品は2作目となっており、前回では出来なかったものが今回では活かすことが出来ると語る。また、麻枝が脚本を書くにあたって、『Angel Beats!』は「ゲーム」のシナリオに近い形で構成したが、本作は「アニメ」として脚本を練り上げたとコメントし、細部では、心の機微の表現を得意とするNa-Gaにアドバイス求めて不自然なキャラクターを指摘してもらったという。『Charlotte』はスロースタートとなっており、第6話から本格的に物語が動き出し主人公の有宇が成長していく過程がみられる。第5話の時点で友利と高城は有宇の本当の能力を熊耳から聞いて知っていたが、彼自身はそれに気が付かなかった。設定は完璧ではないが、視聴者の期待に添える仕掛けが待っているとインタビューで麻枝は語る。
全く異なる2枚のキービジュアルからも本作品のテーマがうかがえ、予てから提示されてきた「能力者による青春モノ」というイメージから主人公たちに待っている「過酷な運命」へと物語は展開してく。その中で、麻枝のギャグセンスとして、能力の制約上、血まみれになる能力者やピザソース料理などのお決まりのネタが作中に仕込まれている。
通常、アニメのサブタイトルの公開はネタバレを理由に放送とともに随時公開されていくが、『Charlotte』は放送直前から全てのタイトルを公開した。それらのサブタイトルは散文的なものが多く、「旋律」や「音」に関係する単語が組み込まれていて音楽面も重視した作品であり、スタートから様々な仕掛けがある。
本作に登場する能力とストーリーの関わり方について麻枝は、登場人物が有している特殊能力は必ず不自然な状態で発現しており、それを用いてバトルをすることは設定上無理なことから、「能力者モノ」ではあるが「能力バトルモノ」ではないと語る。
企画当初、最終話（第13話）において隼翼らのいる日本側のストーリーを詳しく描く予定だったが、最終稿では日本側の描写を最低限に抑えることによって有宇の孤独感を際立たせ、友利との関係が強調されるようにストーリーが変更されている。

### 映像・作画・美術
P.A.WORKSのプロデューサー・辻充仁が本作の制作に急遽参加した時には、第六話くらいまでのシナリオは決まっており、前回の『Angel Beats!』と同様に映像で表現することに集中できたと辻は語る。また、作画に関しては具体的で細かな指示はされていないが、『Angel Beats!』と方向性を同じようにするという意識は制作陣にあり、全く同じ雰囲気にしないまでも良い所取りをしてバランスよく監督の浅井が表現したという。
企画当初、キャラクター原案のNa-Gaは麻枝からメールで本作に関する簡潔な話があり、再びアニメ作品に関わることが出来て良かったとコメントする。麻枝のイメージを生かしてデザインを起こすことを基本としつつも、最初のデザイン案にはNa-Gaの意向が色濃く出ており、友利の服と髪の色は黒が良いとNa-Gaは提案していた。『Angel Beats!』のキャラに被らないようにデザインを工夫し、キャラクターをデザインで表現することに重きを置いたと言う。特に、瞳に関しては『Angel Beats!』の時と違うアプローチがないかを模索したり、前作同様キャラクターに動きがあったりと、さらに表現がブラッシュアップされているものとなる。
本作の美術のコンセプトは、感受性豊かな思春期であるからこそ感じることが出来る色を重要にしたと美術監督の東地は述べる。歩未のキャラデザはいかにオデコを可愛く表現するかがポイントとなり、柚咲は他のキャラクターより陽気になるような表情にしている。制作当初、高城のキャラデザの発注は知的なメガネキャラとしてだったが、キャラを煮詰めるうちに『Angel Beats!』の高松の雰囲気を帯びるようになった。有宇におけるキャラデザインは『DEATH NOTE』の夜神月や『コードギアス』のルルーシュ・ランペルージをイメージし、見た目は「知的なイケメン」を軸にして発案した。
第13話における有宇の世界一周の旅の様子を描くのはアニメならではの表現であり、背景美術の兼ね合いからゲームでは実現が難しいと麻枝は語る。また、本作で描かれる背景美術は世界一周の旅の様子によりリアリティーを与えるものとなっている。

### 音楽・音響
音響監督の飯田によって通常のアニメのボリューム感より映画的な、BGMが前にくるようなミックスがされている。麻枝がシナリオ兼音楽制作をすることについて、「この話数のこのシーンでこの曲をかけたい」ということが明確になり、シーンを曲に合わせることが出来るなどのメリットがあったと辻は語る。序盤から挿入歌のBGMバージョンを入れ、その後にVocalバージョンを流すことによって効果的に演出する方法がとられている。
『Charlotte』に登場する劇中歌の作曲も麻枝が手がけており、「初期のB'z」をコンセプトに作曲したとコメントする。『Charlotte』は「ゲームの主題歌」よりも麻枝自身の企画として制作した『Love Song』や『終わりの惑星のLove Song』に近い「コンセプトアルバム」のようなものだと鳥羽は語る。劇中で使用される『ZHIEND』の曲の歌詞は海外のポストロックバンドであることから全て英語になっている。オープニングテーマの『Bravely You』は主人公の有宇の視点で描かれ、歌詞には麻枝のメッセージや言葉遊びの要素が込められており、曲調としてはドライブ感が出ているものとなっている。劇中で登場する『How-Low-Hello』の曲は2014年の12月ごろから曲の録音が始まっており、キーが高く伸ばしが多用されている「麻枝節」の楽曲である。

### 演技・キャスティング
『Angel Beats!』における「中の人が歌える」という反応より、麻枝が声優に歌ってもらえるよう内田真礼を西森柚咲役として起用した。内田は柚咲のアイドルらしさを出すために彼女の天真爛漫なキャラを意識し、柚咲と美砂の演じ分けにあたっては、表情を変化させたり立ち位置を変えたりしながら工夫して演じたと語る。乙坂有宇役の内山昂輝はアフレコの時に「もっとゲスく、視聴者に嫌われるようなキャラで」と指示され、友利奈緒役の佐倉綾音はオーディションの時に音響監督の飯田から「汚い」までも「乱暴者にはならないよう」演じるように言われたという。第12話における告白シーンの主人公に対する友利の味気ない反応や、最終話で記憶喪失になった有宇との会話における佐倉の演技が秀逸だと麻枝はコメントする。また、最終話における有宇役の内山の圧倒されるような演技は麻枝のイメージと合ってたという。

## 反響

### 評価
Anime News Networkのレビューによると、評論家のGabriella Ekensはこのシリーズを「sculpting singular, evocative moments」と称賛したが、続けて「あなたがそれらを大局と結び付けようとしようとした時、問題が生じてくる」と言った。Ekensはこのアニメの進行と構成を批判し、「『Charlotte』は全体として能率が悪く、拡散する物語のアイデアの寄せ集め」だと評し、「『あの花』が急に『DARKER THAN BLACK』に変わった」ようなものだと比較した。また、Ekensは、この物語のテーマの目的を最後から2/3のところまで明らかにしなかったのは、「『魔法少女まどか☆マギカ』がもたらす感情的ジレンマをメロドラマ風に緻密に仕上げる麻枝准の機会だと思われる」と語る。第4話の野球回の時点で、少なくとも『プラスティック・メモリーズ』よりかは面白く、「ばかげているかもしれないが、『終わりのセラフ』でのコメディーが好きなのと同じ理由で好きだ」と語る。総合して、『Charlotte』はそのエンターテイメントの価値と予測不可能性から定評があるが、「芸術作品としては期待を裏切った」。
ライターの中澤星児は、『Charlotte』は一見したところ普通の学園モノのアニメだが、それはほんの一要素でしかないことから本作品を「『萌えアニメ』ではなく『人間ドラマ』」と位置づけ、単なる萌えアニメではないと評した。さらに、話が展開されるにつれ能力者であるが故の葛藤が浮き彫りになっていく主人公らの成長物語であり、気が付けば、一般社会と思春期の真っただ中にいる彼らが対峙した時にみつけるものと自分を重ねているとコメントする。そして『麻枝節』の特徴である、どこかそこはかとなく感じられる死を基調としたシリアスな展開を巧妙なギャグを入れることによって中和させるシナリオがこの作品にうかがえると語る
個性的なキャラクターと共に問題を解決していくシナリオは独創的なもので、幅広い視聴者層にも受け入られるようなバランスがあるとしている。本作の主人公、乙坂有宇のゲスさに第1話の初めから驚き、その後に彼の日常が全く異なるものとなってしまったことに引き込まれていったとコラムニストの小新井涼はコメントする。

### 売り上げ・指標
『Charlotte』のBlu-ray第一巻は発売一週間目で6,287枚を売り上げ、日本のオリコンによる週間・Blu-rayアニメランキングで1位を獲得し、第二巻は6位、第三巻は9位を獲得した。オープニングテーマの「Bravely You」とエンディングテーマの「灼け落ちない翼」はオリコン週間・CDシングルランキングで第4位になり、発売一週間目で23,000枚以上売り上げた。『How-Low-Hello』のシングル・「楽園まで」と「発熱デイズ」は週間・CDシングルランキングで9位になり、発売一週間目で約9,300枚売り上げた。『How-Low-Hello』のアルバム・「Smells Like Tea,Espresso」は週間・CDシングルランキングで12位になり、発売一週間目で約9,500枚売り切った。『ZHIEND』のシングル・「Trigger」は週間・CDシングルランキングで11位になり、発売一週間目で約14,000枚売り上げた。『ZHIEND』のアルバム・「Echo」は週間・CDアルバムランキングで4位になり、発売一週間目で約10,300枚売り上げた。サウンドトラックの「Charlotte Original Soundtrack」は週間・CDアルバムランキングで9位になり、発売一週間目で約6,600枚売り上げた。
| 10 20 30 40 50 60 70 80 (2015年8月1〜7日) (8月8〜14日) (8月17〜23日) (8月24〜30日) (8月31日〜9月6日) (9月7〜13日) (9月14〜20日) (9月21〜27日)                          |
| 新作アニメタイトルツイート数ランキングの上位20位のデータを用いて算出、偏差値化 。統計には「Twitterのトレンド視覚化技術」が用いられている。角川アスキー総合研究所調べ。 |

ツイート数でアニメの反響が分かる「Twitterのトレンド視覚化技術」によると、第5話終了後の8月第1週の偏差値は49.63で、2週目は6.45ポイント増しの56.08になった。そして第3週では9.00ポイント増しの65.07となり、週間第2位となった。これにはこの週に放送された第7話が影響しているという。8月24日から30日の統計では1.24ポイント上昇の66.81になり、物語後半に向けての目まぐるしい展開が影響している。第9話放送終了後の9月第1週の統計では、『Charlotte』が73.27ポイントで1位になった。9月第2週目の推移は、物語の展開が少し落ち着きを取り戻したことも影響して8.20ポイント下落して偏差値が65.07になった。そして、第3週の最終回終了直前では、さらに3.06ポイント下落して62.01になったものの第3位はキープした。第13話が放送された第4週では、最終話の影響から9.94ポイント上昇し71.95になった。
日本のアニメ情報サイト「アニメ!アニメ!」が8月上旬に行った読者アンケートにおいて、『Charlotte』は7月から放送されている作品の中で視聴継続アニメ第1位となっており、これを第6話を境にストーリーが動き出しネット上での考察が盛り上がりを見せたことや、ゲームブランドの『Key』のファンが影響していると分析した。同サイトが2015年末に行ったアンケートでも『Charlotte』は、2015年に放送されたアニメーション作品の中で素晴らしかったアニメ第1位になった。

## 主題歌
「Bravely You」は、第2話 -第9話、第12話、第13話のオープニングテーマ。この曲は麻枝准が作詞・作曲を担当し、『Angel Beats!』において『My Soul,Your Beats!/Brave Song』を歌唱したLiaによる楽曲で、NACK5のファンキーフライデーに於いて
2015年10月16日チャートで第5位にランキングしたのが最高位。
「灼け落ちない翼」は多田葵による第2話、第5話、第7話 - 第12話、特別篇のエンディングテーマ。
西森柚咲（内田真礼）による「楽園まで」が第3話、第4話、熊木杏里による「君の文字」が第13話のエンディングテーマに起用された。「君の文字」は魅力的な歌声を求めて麻枝が熊木杏里を指名し、それを予てからの『Angel Beats!』のファンであった熊木が快諾して企画が進むことになった。
『How-Low-Hello』による劇中楽曲には、第3話で使用された「シンガーデイズ」、第8話で使用された「発熱デイズ」があり、作詞・作曲を麻枝准、歌を西森柚咲役の内田真礼が担当した。「発熱デイズ」は9月2日に発売され、「シンガーデイズ」は9月30日に発売されたアルバム・『Smells Like Tea,Espresso』の中に含まれる。
『ZHIEND』による劇中楽曲には、第5話と第8話で使用された「Fallin'」、第9話で使用された「Trigger」・「Blood Colour」・「Scar on Face」・「Adore」、第13話で使用された「Sinking Ships」があり、作曲・編曲を光収容、作詞を麻枝准、歌をmarinaが担当した。ビルボードアニメチャートによると、「Trigger」は週間1位を獲得し、ルックアップで3位、Twitterで2位となった。

## エピソードリスト
| # | タイトル           | 絵コンテ | 演出               | 作画監督                                                               |
| --- | ------------------ | -------- | ------------------ | ---------------------------------------------------------------------- |
| 第一話 | 我他人を思う       | 浅井義之 | 浅井義之           | 中村深雪、杉光登                                                       |
| 乙坂有宇は5秒間他人に乗り移れる能力を身に付け、カンニングを繰り返し、進学校にトップの成績で合格、学校のマドンナ・白柳弓ともつきあいだし有頂天になっていた。しかし有宇はカンニングを疑われ再試験することになり、能力で切り抜けようとするが、突然彼の前にあらわれた友利奈緒に彼のカンニングと特殊能力を見破られてしまう。その場から逃げ出した有宇は高城丈士朗によって取り押さえられる。友利は有宇に、これは思春期特有の能力であり「科学者」の実験台になる前に星ノ海学園に転校すること、自分たちが所属する生徒会に入って能力者に警告することに協力するよう告げる。乙坂兄妹は学園に併設された広いマンションに引越し、能力が消えるまで監視され続ける奇妙な学園生活がスタートした。 |                    |          |                    |                                                                        |
| 第二話 | 絶望の旋律         | 浅井義之 | 太田知章           | 鈴木理沙、市原圭子、杉光登                                             |
| 友利によれば、「能力者」は「科学者」の実験台にされて廃人になってしまうため、とある人物によって「能力者」を保護するためこの星ノ海学園が作られたという。生徒会室に熊耳によって「念写」能力者の情報がもたらされ、友利、高城、有宇の3人は能力者のいる学校に赴く。弓道部部長の有働（うどう、声 - 織田優成、能力 - 念写）は女生徒の下着姿を念写して学内で売りさばいていたが、3人の能力で証拠を押さえられ能力を使わないよう脅しつけられる。友利は兄の入院している病院に有宇を連れて行く。電車とバスを乗り継ぎながら友利は、母親に頼まれ兄とともに全寮制の学校に転校させられたこと、1年間兄と会えず、再開した時には廃人になっていたこと、学校も友達も「科学者」によって作られたものでそれに気づいて脱走したことを淡々と話す。風光明媚な病院で見たのは鎮静剤が切れると奇声をあげ暴れる友利の兄、一希だった。 |                    |          |                    |                                                                        |
| 第三話 | 恋と炎             | 福田道生 | 熨斗谷充孝         | 向河原憲、桑島望、徳川恵梨、桝井一平、佐賀野桜子                       |
| 熊耳が生徒会に「口寄せ」「発火」の2種の能力者の情報を寄せ、3人は現地へ赴く。どうやら当人は追われる身らしく、しかも人気アイドル西森柚咲らしいとの話に興奮する高城。声をかけてきたヤンキー少年の案内でクラブの地下室にいる柚咲を発見。柚咲には知らない間に死んだ姉の美砂を憑依させる「口寄せ」の能力があり、美砂には「発火」能力があった。柚咲はテレビ局プロデューサー（声 - 斧アツシ）のスマホを拾い悪事を働いたメールを見てしまったことで追われていた。しかし友利らとヤンキー仲間の協力でプロデューサー側を逆に脅しつけて追い払うのに成功。柚咲の身柄を保護するため、星ノ海学園に転校させることにする。 |                    |          |                    |                                                                        |
| 第四話 | 刹那の本気         | 湖山禎崇 | 今泉賢一           | 今泉賢一                                                               |
| 生徒会は柚咲を加え4人で「念動力」の能力者に会いに行く。友利があらかじめマークしていた高校野球の投手の福山（声 - 木村良平、能力 - 念動力）はナックルボールを投げるピッチャーとしてマスコミにも取り上げられていたが、友利はそれを特殊能力によるものと見抜いていた。友利は星ノ海の野球部との練習試合で負けたら能力を使わないと約束させる。試合当日、星の海側は苦戦するも、有宇や高城の能力を駆使して勝利。福山はキャッチャーの隆人を甲子園に連れて行って注目させたかったというが、友利は能力を使わなくとも必ず注目されるチャンスはあるはずと諭す。 |                    |          |                    |                                                                        |
| 第五話 | いつか聴いた音     | 安斎剛文 | 太田知章           | 高木晴美、秋山有希、鈴木理沙、西畑あゆみ、市原圭子                     |
| 有宇は友利が女子生徒らにリンチされているのを目撃する。友利は暴力的な手段を使うことが理由でクラスでも孤立していた。生徒会に「空中浮遊」の能力者の情報が入る。友利が見つけたオカルト雑誌のスクープ記事を元に、生徒会は山の中でキャンプを張って待ち伏せする。ある夜、友利は有宇に大ファンのバンド「ZHIEND」について語る。曲を聴いた有宇もなぜかなつかしい感覚を覚える。ついに能力者のスカイハイ斉藤（声 - 緑川光、能力 - 空中浮遊）があらわれる。空中高く飛び上がって逃げようとする斉藤を有宇は乗り移りの能力で押さえ、友利はいつか消える能力でそんなことをするのは危険だと警告する。有宇がようやく帰宅すると歩未が風邪をひいていた。 |                    |          |                    |                                                                        |
| 第六話 | 気づかなかった幸せ | 小島正幸 | 菅沼芙実彦         | 秋山有希                                                               |
| 歩未が風邪で学校を欠席する。生徒会に「崩壊」能力者の情報が入る。場所は学園に併設されたマンションで昼間いるのは欠席している歩未だけ。生徒会はお見舞いを兼ねて乙坂家へ。能力の発動は見られないが、友利は歩未が話した怖い夢が「崩壊」能力の手がかりになると考え、夢の内容を詳しく聞きだすことと大事をとって明日も欠席させるよう有宇に指示。しかし翌日熱の下がった歩未が勝手に登校したという報告を聞き、生徒会は中等部に急ぐ。そのころ歩未はしつこくデートに誘うクラスメイトの及川（声 - 山下大輝）を振り切ったあと、同じくクラスメイトで殺気立った小西（声 - 小岩井ことり）に追いつめられていた。及川に思いを寄せる小西は嫉妬心から歩未にカッターナイフを振り下ろす。その途端「崩壊」能力が発動し、歩未と共に校舎の一角が崩れ落ちる。 |                    |          |                    |                                                                        |
| 第七話 | 逃避行の果てに     | 篠原俊哉 | 篠原俊哉           | 大東百合恵                                                             |
| 歩未を亡くした有宇は心を閉ざし家にひきこもる。柚咲と高城の見舞いにもドアをあけず、テレビの前でカップラーメンばかりすする日々。大家に鍵を開けてもらった白柳弓がやってくるが彼女にもそっけない態度で追い返してしまう。食料が尽きた有宇は外出して預金を引き出し、電車で見知らぬ街へ。ネットカフェで寝泊りし、食事はピザとみたらしだんご、ゲームセンターに入りびたり、不良グループを特殊能力で叩きのめす荒れた生活。しかし不良から取り上げたドラッグを吸引しようとした瞬間友利に蹴り上げられる。友利は姿を隠しずっと有宇を見守っていた。留守中の高城の実家にあがりこんだ友利はオムライスを作ってみせるがそれは死んだ歩未が作っていたのと同じ味だった。友利が乙坂家から持ち出した有宇の母のレシピノートを見せられ、泣きながら完食した有宇は学園に戻る決心をする。 |                    |          |                    |                                                                        |
| 第八話 | 邂逅               | 浅井義之 | 熨斗谷充孝         | 向河原憲、服部益実、黒川飛鳥、安斉佳恵、桝井一平、鈴木伸一、佐賀野桜子 |
| 歩未の死を受け入れ久々に登校した有宇は明るい学校生活に安堵を覚える。友利はZHIENDのライブチケット2枚を入手し、有宇と二人でライブに行く約束をする。その日の下校中、有宇は白杖を持った外国人風の女性に出会う。彼女はZHIENDのボーカルを務めるサラ・シェーン。有宇は彼女に頼まれお好み焼き屋に連れて行く。さっそく友利に連絡するが友利は歌が好きなだけで本人には興味ないとそっけない。有宇はZHIENDのファンだという友利の兄に会わせることを思いつく。病室で奇声をあげる一希にあわせてサラは歌ってみせ、一希は落ち着きわずかだが会話することができるようになる。帰路、有宇は入れ違いに病院にかけつけた友利から電話で礼を言われる。 |                    |          |                    |                                                                        |
| 第九話 | ここにない世界     | 福田道生 | 太田知章           | 宮下雄次、高木晴美、武田牧子、上村牧子、鈴木伸一                       |
| 友利と2人でZHIENDのライブに来た有宇。ライブが始まると有宇は知らないはずの曲に聞き覚えがあった。そして初披露の新曲を聴いた途端強烈な既視感を覚え倒れる。――有宇は歩未と共に収容された能力者の研究施設でZHIENDの新曲を聴いていた。有宇は同じ収容者の熊耳らと密かに脱出計画を練っていた。だが無理やり能力を引き出された歩未が「崩壊」能力を発動、施設を半壊させ処分されることを科学者の堤内（声 - 西村知道）から聞いた有宇は脱走。協力する能力者の能力を略奪しながら拘束されている兄の隼翼の元へたどりつく。2人に銃口が向けられ発砲される寸前、隼翼は能力「タイムリープ」を発動させる―― 病院のベッドで目覚めた有宇。奇妙な夢に混乱していると、熊耳があらわれ隼翼の元へ連れて行くという。隼翼は友利の恩人で、唯一信頼できる人でもあった。山中深く作られた秘密の研究施設で3人は視力を失った隼翼と対面。隼翼はこれまでの事情を話しはじめる。 |                    |          |                    |                                                                        |
| 第十話 | 略奪               | 浅井義之 | 吉田徹             | 上竹哲郎                                                               |
| 施設からのタイムリープで5年前に戻った隼翼。さっそく隼翼を見つけた熊耳らと共に能力者を集める。しかし何度繰り返しても科学者に捕らえられる運命になってしまう。方針を変え宝くじなどで資金を集めることに。だがタイムリープを繰り返すうち隼翼の視力は徐々に落ちていき、目が見えなくなれば能力は使えなくなる。視力をなくす最後のタイムリープでついに隼翼はある学校を買収して能力者を保護する星ノ海学園を設立。そして自身の存在を隠すため、前泊に頼んで有宇と歩未から自分の記憶だけを消していたのだ。隼翼は有宇に「特殊能力の略奪」能力を使って歩未を救えと言う。友利と高城は有宇がその能力者だと知った上で能力者から能力を奪うのに利用していた。有宇は隼翼から「タイムリープ」能力を奪うと、歩未が風邪を引いた日に戻り、歩未の「崩壊」能力を奪う。翌日生徒会は中等部に潜入し、歩未にカッターナイフをつきつけた小西を以前より面識があった有宇は友利と脅しつける。そして熊耳と目時の案内で隼翼の元に向かう。                                                            |                    |          |                    |                                                                        |
| 第十一話 | シャーロット       | 小島正幸 | 菅沼芙実彦         | 秋山有希、川面恒介                                                     |
| 有宇と歩未は隼翼の研究施設で科学者の堤内と再会。堤内は能力発症の原因は75年に1度地球に接近するシャーロット彗星から降り注ぐ未知なる粒子であると語る。隼翼は堤内に発症を防ぐワクチンの開発製造を急がせていた。有宇と歩未は学園には戻らず目時たちと施設にとどまることになる。能力者を感知した熊耳は運転手の古木（声 - 山本兼平）の車で学園に向かう。だが古木は能力者を狙う外国人組織から家族を人質に脅されていたことを打ち明け、熊耳を廃工場で待つ組織に引き渡してしまう。熊耳はそこで組織からひどい拷問にかけられ自白剤を打たれる。組織は友利を誘拐、最強の能力者となった有宇との交換を要求する。隼翼から失敗したらタイムリープで戻ってこいと言い含められて廃工場に入った有宇。しかし組織の少女にナイフで片目をつぶされタイムリープが使えなくなる。抵抗する有宇は更に少女にナイフで刺され「崩壊」を発動。駆けつけた隼翼たちは崩れ落ちた廃工場から有宇を救出。しかし熊耳は友利をかばい息絶える。                                                                   |                    |          |                    |                                                                        |
| 第十二話 | 約束               | 篠原俊哉 | 篠原俊哉           | 関口可奈味、杉光登、宮下雄次、川面恒介、鈴木理沙、高木晴美             |
| 片目を失ったものの一命を取りとめた有宇。しかし隼翼は盟友の熊耳を亡くしたショックから立ち直れずにいた。入院中の有宇の見舞いに高城や柚咲がやってくる。命のはかなさを実感した有宇は美砂に両親に会いに行くよう勧める。柚咲が取材で訪れた両親の蕎麦屋で美砂が憑依、蕎麦の味をほめ涙を流す。ようやく歩けるようになった有宇は隼翼の元へ行くが隼翼は再び海外テロ組織の陰謀に巻き込まれる不安を口にする。先に退院することになった友利に有宇が隼翼の悩みを話すと、友利は有宇が全世界の能力者の能力を奪えばすべて終わると言う。しかしそれは有宇が化け物のような存在になりえる危険な提案だった。有宇は実行に移すことを決意、友利に理由をきかれて「お前が好きだから」と告白する。友利は全ての能力者を救ったあと恋人同士になろうと約束して有宇に自分の能力を奪わせる。隼翼は有宇を海外に送りその間日本を守ることに。退院の日、高城と柚咲も有宇に能力を差し出す。出発の夜、友利は有宇に手作りの会話帳（単語帳）を渡し、有宇は以前もらったZHIENDの音楽プレーヤーを預け旅立つ。 |                    |          |                    |                                                                        |
| 第十三話 | これからの記録     | 浅井義之 | 浅井義之           | 関口可奈味、杉光登、宮下雄次、川面恒介、秋山有希                       |
| 異国の地に降り立った有宇は、友利の単語帳のカタコトの英語で能力者を探し当てる。地図で能力者を探す能力、翻訳する能力、発症前の能力を奪う能力などを身につけ、能力を次々に回収してゆく有宇は「隻眼の死神」と恐れられるようになる。しかし徐々に日本での記憶が薄れ、更に能力のコントロールを失うため、眠ることもできなくなる。能力者を救うという当初の目的も忘れ、ただ能力を奪っていくだけの存在になった有宇。それでも単語帳だけはなにか大事なものだと感じて持ち歩いていた。ついに北京で最後の能力者の能力を奪い倒れた有宇を隼翼のヘリコプターが救出。ベッドで目覚めた有宇は過去の記憶を全て失い、目の前にいる友利のこともわからなくなっていた。友利は「あなたの恋人です」と名乗り、有宇が肌身離さず持ち歩いていた単語帳を見て涙を流す。友利は有宇と周りに集まった高城、柚咲、歩未にビデオカメラを向けながら「幸せな思い出をたくさん残していきましょう」と語りかける。                                                                                               |                    |          |                    |                                                                        |
| 特別篇 | 強い者たち         | 浅井義之 | 浅井義之、筑紫大介 | 関口可奈味、宮下雄次、松和歌子、鈴木理沙                               |
| DVD&Blu-ray第7巻収録のTV未放送エピソード。 |                    |          |                    |                                                                        |

## 放送
放送に先駆けてストーリー紹介やスタッフインタビューがメインの特番『放送直前特番！「Charlotte(シャーロット)」〜新たな“運命”の始まり〜』が放送された。本編は、TOKYO MX、毎日放送、BS11、CBCテレビ、他にて2015年7月から9月に日本で放送された。北米では、Aniplex of America（英語版）がこのアニメのライセンスを収得し、Aniplex Channel、Crunchyroll、Hulu、Daisuki（英語版）、Viewster（英語版）、AnimeLab、Animax Asiaで同時放送された。
| 放送期間       | 放送時間                     | 放送局             | 対象地域   | 備考                                        |
| -------------- | ---------------------------- | ------------------ | ---------- | ------------------------------------------- |
| 2015年7月5日 - | 日曜 0:00 - 0:30（土曜深夜） | TOKYO MX           | 東京都     | 製作局                                      |
|                |                              | とちぎテレビ       | 栃木県     |                                             |
|                |                              | 群馬テレビ         | 群馬県     |                                             |
|                |                              | BS11               | 日本全域   | 『ANIME+』枠 / 製作局                       |
|                | 日曜 0:30 - 1:00（土曜深夜） | テレ玉             | 埼玉県     |                                             |
|                |                              | チバテレ           | 千葉県     |                                             |
|                |                              | tvk                | 神奈川県   |                                             |
|                | 日曜 1:53 - 2:23（土曜深夜） | チューリップテレビ | 富山県     | P.A.WORKS所在地                             |
|                | 日曜 1:58 - 2:28（土曜深夜） | 毎日放送           | 近畿広域圏 | 字幕放送 / 『アニメシャワー』第1部 / 製作局 |
| 2015年7月9日 - | 木曜 3:01 - 3:31（水曜深夜） | CBCテレビ          | 中京広域圏 |                                             |

| 配信期間        | 配信時間           | 配信サイト         | 備考                             |
| --------------- | ------------------ | ------------------ | -------------------------------- |
| 2015年7月6日 -  | 月曜 22:00 - 22:30 | ニコニコ生放送     | 後枠のWebラジオ含めて生配信      |
|                 | 月曜 22:30 更新    | ニコニコチャンネル | 第1話無料、最新話1週間無料       |
| 2015年7月9日 -  | 木曜 12:00 更新    | dアニメストア      | 見放題サービス利用者は全話見放題 |
|                 |                    | バンダイチャンネル | 最新話1週間無料                  |
|                 | 木曜 12:00 更新    | GYAO!              | 最新話1週間無料                  |
|                 |                    | ビデオマーケット   | 最新話1週間無料                  |
|                 |                    | ひかりTV           | 最新話1週間無料                  |
| 2015年7月10日 - | 金曜 12:00 更新    | アニメパス         | 最新話1週間無料                  |
|                 |                    | アニメ放題         | 最新話1週間無料                  |
|                 | 金曜 12:00 更新    | U-NEXT             | 最新話1週間無料                  |

| 放送期間      | 放送時間                     | 放送局             | 対象地域   | 備考         |
| ------------- | ---------------------------- | ------------------ | ---------- | ------------ |
| 2015年6月21日 | 日曜 3:58 - 4:28（土曜深夜） | 毎日放送           | 近畿広域圏 |              |
| 2015年6月27日 | 土曜 0:30 - 1:00（金曜深夜） | TOKYO MX           | 東京都     |              |
| 2015年6月29日 | 月曜 0:30 - 1:00（日曜深夜） | BS11               | 日本全国   | 『ANIME+』枠 |
| 2015年7月2日  | 木曜 1:32 - 2:02（水曜深夜） | チューリップテレビ | 富山県     |              |

## BD / DVD
| 巻 | 発売日         | 収録話          | 規格品番      | 規格品番      |
| 巻 | 発売日         | 収録話          | BD限定版      | DVD限定版     |
| -- | -------------- | --------------- | ------------- | ------------- |
| 1  | 2015年9月23日  | 第1話 - 第2話   | ANZX-11581/2  | ANZB-11581/2  |
| 2  | 2015年10月28日 | 第3話 - 第4話   | ANZX-11583/4  | ANZB-11583/4  |
| 3  | 2015年11月25日 | 第5話 - 第6話   | ANZX-11585/6  | ANZB-11585/6  |
| 4  | 2015年12月29日 | 第7話 - 第8話   | ANZX-11587/8  | ANZB-11587/8  |
| 5  | 2016年1月27日  | 第9話 - 第10話  | ANZX-11589/90 | ANZB-11589/90 |
| 6  | 2016年2月24日  | 第11話 - 第12話 | ANZX-11591/2  | ANZB-11591/2  |
| 7  | 2016年3月30日  | 第13話、特別篇  | ANZX-11593/4  | ANZB-11593/4  |

## 関連メディア

### 漫画
『Charlotte』が『電撃G'sコミック』に連載、作画は池澤真・津留崎優。同誌Vol.16（2015年7月30日発売）に第1話冒頭が掲載され、8月27日に単行本第1巻（第1話 - 第8話までを書き下ろしで収録）が発売された。8月29日発売の『電撃G'sコミック』2015年10月号に第1話が掲載、9月30日発売の2015年11月号で第9話から連載開始。2019年2月号で第43話(+エピローグ)を最後として完結した。電撃コミックスNEXTでの単行本は、2019年1月26日に発売された6巻で完結した。
1. 2015年08月27日発売、ISBN 978-4-04-865427-2
2. 2016年05月27日発売、ISBN 978-4-04-865973-4
3. 2017年03月10日発売、ISBN 978-4-04-892833-5
4. 2017年09月27日発売、ISBN 978-4-04-893315-5
5. 2018年04月27日発売、ISBN 978-4-04-893850-1
6. 2019年01月26日発売、ISBN 978-4-04-912312-8

スピンオフ4コマの『Charlotte The 4コマ せーしゅんを駆け抜けろ！』はこれに先行して『電撃G'sコミック』Vol.12から2017年5月号まで連載された。『Angel Beats! The4コマ』のこもわた遙華が作画を担当する。
1. 2015年09月26日発売、ISBN 978-4-04-865405-0
2. 2016年07月27日発売、ISBN 978-4-04-865972-7
3. 2017年05月26日発売、ISBN 978-4-04-892925-7

### Webラジオ
麻枝准の殺伐RADIO
2015年2月28日・7月2日に公式サイトにて配信された。パーソナリティは麻枝准。
Charlotteラジオ 〜友利奈緒の生徒会活動日誌〜
2015年7月6日から9月28日までニコニコ生放送にて毎週月曜日22時30分より生放送された。翌日火曜日にHiBiKi Radio Stationと音泉にてアーカイブ配信。全13回。パーソナリティは佐倉綾音（友利奈緒役）。
- ゲスト
  - 第1回 - 第4回、第13回：内山昂輝（乙坂有宇役）
    - 第3回は体調不良の為欠席、代役として水島大宙が出演

  - 第3回、第6回 - 第8回、第12回、ドラマCDVol.0：水島大宙（高城丈士朗役）
  - 第5回、第10回、ドラマCDVol.0（TSUTAYAレンタル限定盤）：麻倉もも（乙坂歩未役）
  - 第9回：marina（サラ・シェーン役）
  - 第11回：内田真礼（西森柚咲役）

- 主なコーナー
  - ふつおた
  - あなたの能力は、使えるので協力してください。
  - 瞬間解決！高城丈士朗！！

### ラジオCD
ラジオCD「Charlotte」Vol.0
2015年9月30日発売。コミックマーケット88（2015年8月14日 - 8月16日）、音泉通販キャンペーン（同8月16日 - 9月13日）、ゲーマーズ本店VisualArt's購買部（同8月16日 - 8月31日）にて先行発売される。CD1枚組で新規録り下ろし番組を収録、先行発売分には企画CDの特典が付属する。